# أنيكبينو أودو
أنيكبينو أودو (11 نوفمبر 1996 في نيجيريا - ) هو لاعب كرة قدم نيجيري في مركز الهجوم.

## روابط خارجية
- أنيكبينو أودو على موقع قاعدة بيانات كرة القدم.إي يو (الإنجليزية)
- أنيكبينو أودو على موقع Soccerway.com (الإنجليزية)